# Daniel Cardona i Civit
Daniel Cardona i Civit, també conegut pels pseudònims de Vibrant i l'Irlandès (Barcelona, 20 d'agost de 1890 - Sant Just Desvern, 7 de març de 1943), fou un polític català, un dels més actius de l'independentisme català insurreccional dels anys 20 i 30.

## Biografia
Daniel Francesc d'Assís Josep Cardona i Civit va néixer a Barcelona, fill de Joaquim Cardona i Planas, de Sant Just Desvern, i de Concepció Civit i Puigventós, natural de Piera. De molt jove, molt influït per les idees del doctor Domènec Martí i Julià, va militar en la Unió Catalanista i en la Joventut Catalanista. Influït per l'aixecament de Pasqua irlandès, es decantà per la via insurreccional i militarista per a aconseguir la independència de Catalunya. El 1919 va formar part de la Federació Democràtica Nacionalista i el 1921 va col·laborar en la fundació d'Estat Català amb Francesc Macià i Llussà.
Instaurada la Dictadura de Primo de Rivera, fou perseguit, processat i condemnat. Per aquest motiu s'exilià a França amb Macià, on seguí cursos de formació militar i fou patrocinador de la Societat d'Estudis Militars. Viatjà per diversos països, col·laborà amb Francesc Macià, i participà en la creació de La Bandera Negra que propugnava una actuació més radical que la de Macià, amb el qual va renyir abans dels fets de Prats de Molló. Les autoritats espanyoles, però, l'acusaren de complicitat en el complot de Garraf.
Pel febrer de 1931, després de l'amnistia atorgada arran de la proclamació de la Segona República Espanyola, tornà a Catalunya. Totalment contrari a la política de Macià, creà amb Magí Colet l'organització Nosaltres Sols!, que dirigí ell mateix. També fou batlle de Sant Just Desvern, on tenia la casa pairal. Participà en els fets del sis d'octubre de 1934, i, en fracassar, tornà a fugir a França. Amnistiat altra vegada, tornà el 1936 i tornà a ocupar la batllia de Sant Just Desvern. A començament d'estiu de 1936 Nosaltres Sols! s'integrà a Estat Català conservant autonomia interna, quan aquest partit decidí de separar-se d'Esquerra Republicana de Catalunya.
Arran dels Fets de maig del 1937 va exiliar-se al sud de França, on restà quan la guerra d'Espanya finí. Va col·laborar activament amb la Resistència francesa enquadrat –com la resta de membres de Nosaltres Sols! i Estat Català– en el Front Nacional de Catalunya, del qual Cardona seria un dels principals impulsors. La feina de resistència la continuà durant l'ocupació de França pel Tercer Reich. Greument malalt, el 1942 va tornar clandestinament al seu poble, on va morir el 7 de març de l'any següent. Les autoritats obligaren la família a celebrar un enterrament íntim, a primera hora del matí i sota una gran vigilància policial.

## Obres
- La Batalla (1923), amb pròleg de Joan Salvat-Papasseit
- Res de nou al Pirineu... (1933)
- Per la pàtria i per la llibertat (1934)[6]

## Fons personal
La documentació personal de Daniel Cardona que es conserva a l'Arxiu Històric de la Ciutat de Barcelona està formada per un total de 175 documents, dels quals tots, excepte 20, són cartes. 113 d'aquests documents estan adreçats a Cardona i 41 a altres corresponsals. Aquesta documentació aporta interessants dades, principalment del període 1923-1930, del grup independentista Estat Català, de les diferències i el trencament definitiu entre Daniel Cardona i Francesc Macià, i dels grups catalans a l'exili.